# 祝雷
祝雷 (1963年—)是一位中国工程师和澳门大学教授。

## 生平
1985年毕业于南京工学院工学学士，1988年毕业于东南大学硕士学位，1993年毕业于电气通信大学工学博士学位，1996年至2000年在加拿大蒙特利尔大学作博士后研究员。2000年至2013年在南洋理工大学任职，2013年任职于澳门大学。

## 荣誉
2012年被选为电气电子工程师协会会士。